# Gold Anti-Trust Action Committee
Gold Anti-Trust Action Committee, skrót ang. GATA (Stowarzyszenie przeciwko Kartelowi na Rynku Złota) – amerykańska organizacja założona w stanie Delaware w styczniu 1999 roku przez grupę ekonomistów i menedżerów zarządzających funduszami inwestycyjnymi. Założycielami byli Bill Murphy, komentator finansowy oraz Chris Powell, redaktor gazety w Connecticut. Celem stowarzyszenia jest działanie przeciwko zmowie w celu kontrolowania cen i podaży złota przez banki centralne świata.
Głównymi zarzutami stawianymi przez GATA jest podejrzenie, że banki centralne w celu zaniżenia kursu złota na rynkach światowych nie podają prawdziwych danych o ilości zasobów złota w swoich skarbcach. Według danych zebranych przez stowarzyszenie w skarbcach banków centralnych jest o połowę mniej złota (tj. tylko 15 tys. ton zamiast "zaksięgowanych" 30 tys.). Pozostałą część sprzedały lub pożyczyły prywatnym instytucjom finansowym.